# Фландрия (фильм)
«Фландрия» (фр. Flandres) — кинофильм режиссёра Брюно Дюмона, вышедший на экраны в 2006 году.

## Сюжет
Андре Деместр работает на ферме. Он влюблен в девушку Барб, живущую по соседству. Она, не удовлетворенная отношениями с чересчур замкнутым Андре, увлекается другим парнем — Блонделем. Вскоре группа молодых людей, в том числе Андре и Блондель, отправляется в Афганистан для участия в боевых действиях. А в это время Барб медленно сходит с ума без взаимодействия с парнями.

## В ролях
| Актёр           | Роль          |
| --------------- | ------------- |
| Аделаид Леру    | Барб          |
| Самюэль Буаден  | Андре Деместр |
| Анри Кретель    | Блондель      |
| Жан-Мари Брювер | Бриш          |
| Давид Пулен     | Леклерк       |
| Патрис Венан    | Мордак        |
| Давид Леге      | лейтенант     |
| Инга Декестекер | Франс         |

## Награды и номинации
- 2006 — Гран-при жюри Каннского кинофестиваля (Брюно Дюмон)
- 2006 — номинация на приз Золотая пальмовая ветвь Каннского кинофестиваля (Брюно Дюмон)
- 2006 — специальный диплом жюри за лучший фильм Ереванского кинофестиваля (Брюно Дюмон)